# Jon McNaughton
Jon McNaughton (* um 1965 in Utah) ist ein amerikanischer Maler. Wegen McNaughtons ausgeprägten konservativen politischen und religiösen Tendenzen in einem großen Teil seiner Arbeiten ist er als Künstler stark umstritten.

## Leben und Werk
Der aus dem Bundesstaat Utah stammende McNaughton begann Ende der 1980er Jahre damit, sich der Malerei zu widmen. Seit den frühen 2010er Jahren stoßen seine Arbeiten auf starke Resonanz in der amerikanischen Öffentlichkeit und in den Medien. Großer Popularität erfreut sich sein Werk vor allem im Lager der amerikanischen Rechten, tendenziell republikanisch wählenden Teilen der US-Bevölkerung, die vor allem im Landesinnern („Red States“) heimisch sind. Die politische „Linke“ und die etablierte Kunstkritik nehmen dagegen eine überwiegend reservierte bis ablehnende Haltung gegenüber McNaughtons Gemälden ein.
Hintergrund der im Obigen skizzierten, stark polarisierten, Bewertung von McNaughtons Œuvre sind sowohl die Themen seiner Bilder als auch die künstlerische Ausführung: Als Sujets wählt er in der Regel religiöse und (aktuelle) politische Motive, die er in einer völlig unchiffrierten, naturalistischen Bildsprache auf die Leinwand bringt. So z. B. – in idyllisierender und verklärender Ausgestaltung – Jesus Christus, amerikanische Soldaten, die Gründungsväter, den "einfachen Mann von der Straße", das (idyllisch überhöhte) Leben und die Werte des „wahren Amerikas“ sowie US-Präsident Barack Obama, der in McNaughtons Bildern unzweideutig als eine Bedrohung figuriert, die die „heile Welt“ der Amerikaner zu zerstören und durch eine „böse“, areligiöse und „sozialistische“ neue Ordnung zu ersetzen trachtet. Geradezu ein Leitmotiv McNaughtons ist es, Obama als einen Gegner der Verfassung der Vereinigten Staaten zu porträtieren, die er wechselweise mit Füßen tritt, zerreißt oder verbrennt.
Der politisch-ideologische Ausgangspunkt von McNaughton und die Botschaften, die er an die Betrachter seiner Bilder sendet, sind dabei im Regelfall derart eindeutig, dass sie nahezu keinen Interpretationsspielraum lassen, sondern sich in einer simplen Einteilung der Welt und ihrer Erscheinungen in „Schwarz“ und „Weiß“ bzw. in „richtig“ und „falsch“ ergehen. Selbiges trifft insbesondere auch auf die handwerkliche Umsetzung seiner Bilder zu, denen in ihrer Syntax, Farbgebung, Licht- und Schattensetzung, und in ähnlichen Ausdrucksmitteln ein starker suggestiven Impuls zugrunde liegt. Die Financial Times Deutschland hat ihn deswegen in einem Artikel von 2012 unumwunden als „Propagandamaler“ eingestuft, während der Kunstkritiker Jerry Saltz vom New York Magazine „schlechten akademischen, nicht-originären, Realismus“ als Charakteristikum von McNaughtons Malerei sieht. Der Komiker Stephen Colbert verglich die für McNaughton typischen Ensemble-Szenen wiederum mit den Bilderbüchern der Wo ist Waldo?-Reihe und fügte den spöttischen Hinweis hinzu, dass „die Sache nach der man hier sucht ist [anstatt der Figur des Ringelpullover und Mütze tragenden Waldo] der winzigste Schatten von Subtilität“.
Die kompromisslose Stoßrichtung von McNaughtons Bildern hat ihn im Lager der US-Rechten zu einem „Helden“ in ihrem Dauerkampf gegen die Demokraten und die Obama-Regierung gemacht und in den Jahren seit etwa 2010 zu einem größeren Absatz seiner Bilder geführt: So soll der konservative Talk-Radio-Moderator Sean Hannity beispielsweise für eines der drei Originale von McNaughtons Bild One Nation Under Socialism eine sechsstellige Summe gezahlt haben. Außer den Originalen seiner Werke verkauft McNaughton auch Drucke seiner populäreren Gemälde über seine Website, und die den Gros seiner Einnahmen bilden.
Bekannte Bilder von McNaughton sind The Forgotten Man, Wake Up America, One Nation Under Socialism (Obama verbrennt die US-Verfassung), und One Nation under God (Jesus Christus übergibt dem amerikanischen Volk die Verfassung).
McNaughton ist verheiratet und hat acht Kinder.